# علي محمد أبو الريش
علي محمد حسين حميدات أبو الريش (وُلد في 13 مارس 1960 في صوريف) سياسي وبرلماني فلسطيني، كان عضوًا في المجلس التشريعي الفلسطيني الأول بين عامي 1996 و2006، بعدما ترشح في الانتخابات العامة الفلسطينية عام 1996 بصفة مستقل في دائرة محافظة الخليل وحصل على 12,087 صوتًا.